# Johann Jakob Mayer (Geistlicher)
Johann Jakob Mayer (auch Johann Jacob Mayer; * 4. Mai 1769 in Biberach an der Riß; † 31. August 1852 ebenda) war ein lutherischer Geistlicher, Kirchenlieddichter und Chronist.

## Leben
Mayer war Sohn des Notars, Prokurators und Brotschauers Johann Jakob Friedrich Mayer (1726–1789). Seine erste Ausbildung ist nicht bekannt. Ab 1782 absolvierte er das Ulmer Gymnasium und wechselte anschließend 1790 zum Studium der Theologie an die Universität Tübingen. 1792 erhielt er eine Stelle als Konrektor der Lateinschule in Biberach. Zugleich wurde er zum Vikar an der Biberacher Stadtkirche bestellt. 1795 erhielt er die Stelle als Rektor der Lateinschule. Im selben Jahr wurde er außerdem Siechenprediger.
Mayer war von 1816 bis 1826 Schulkonferenzdirektor der evangelischen Diözese Biberach. Zudem wurde er 1819 auf die dritte, 1826 auf die zweite und schließlich 1829 auf die erste Stelle als Stadtpfarrer berufen. Zugleich war er bis 1845 Biberacher Dekan.
Mayer war maßgeblich für das Gesangbuch für Biberach von 1802 verantwortlich, zu dem er auch 19 Lieder sowie Strophen beisteuerte. Seine Biberacher Chronik wurde 1975 von Kurt Diemer angekauft und ist heute im Stadtarchiv Biberach.

## Werke (Auswahl)
- (Übersetzung) Isokrates: Der Sittenlehrer: eine Rede des Isokrates an den Demonikus, Seyler, Memmingen 1789.
- Chronik der Stadt Biberach der Jahre 1789–1830, Manuskript.
- Christliche Religionsgesänge für die öffentliche und häusliche Gottesverehrung der Evangelischen Gemeine in Biberach in der Stadt und auf dem Lande, Nüßlin, Bieberach 1802.
- Andachtsbuch für Schwangere, Gebährende und Mütter aller christlichen Konfessionen, Gradmann, Ravensburg 1810.